# Квинтесенция (ефир)
Квинтесенция (ефир) в алхимията е най-високият слой на въздуха; най-тънката пета стихия (петият елемент).
Терминът се използва в античната и средновековната натурфилософия, физика и алхимия. Синонимна дума е терминът „петата стихия“, „петото тяло“, „петото най-просто тяло“), „петата същност“, „квинтесенция“.
Поначало терминът „ефир“, се използва в античната гръцка митология със значение „най-високият, най-тънък, прозрачен слой на въздуха, дишан от боговете“.
Емпедокъл създава учение за четирите стихийни елемента – вода, земя, огън и въздух. Аристотел добавя „най-тънката“ пета стихия – ефир, противопоставен на останалите четири.
Четирите стихии, които съставят подлунния свят, извършват движение по хоризонтала и вертикала и могат да се преобразуват една в друга. Небесните тела, които се намират в космоса на нивото на Луната и над (надлунния свят), се състоят от „ефир (квинтесенция)“, който е вечен и не се „превръща“ в други стихии.

## Квинтесенцията като отделен термин
Терминът „квинтесенция“ по-късно придобива и самостоятелно значение. Според Парацелз квинтесенцията е най-тънката субстанция въобще. Екстракт от всички елементи.